# Center for bæredygtig og grøn kemi
Danmarks Grundforskningsfonds Center for bæredygtig og grøn kemi (Center for Sustainable and Green Chemistry – CSG) er med en årlig produktion på mere 50 videnskabelige artikler i internationale fagtidsskrifter den største forskningsenhed i Danmark der beskæftiger siger med grundforskning i kemi. CSG er en del af Institut for Kemi ved Danmarks Tekniske Universitet. Det blev tidligere ledet af professor Claus Hviid Christensen og er desuden arbejdsplads for mere end 25 videnskabelige medarbejdere, fortrinsvis ph.d. studerende.